# Ash-Shamaliyya, Sudan

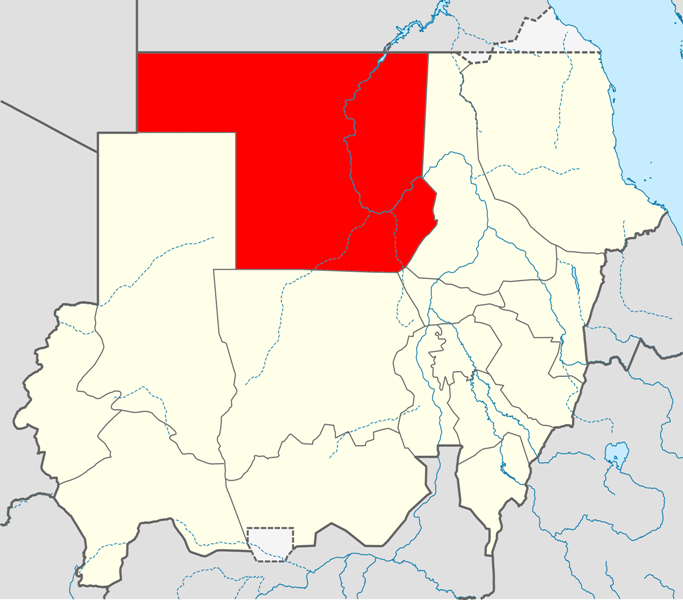
Delstatens läge i Sudan.

ash-Shamaliyya (arabiska: الولاية الشمالية) är en av Sudans 15 delstater (wilayat). Befolkningen uppgick till 833 743 (2006) på en yta av 348 697 kvadratkilometer. Den administrativa huvudorten är Dongola. 

## Administrativ indelning
Delstaten är indelad i sju mahaliyya:
- al-Borgaig
- al-Dabba
- Algolid
- Dalgo
- Dongola
- Halfa
- Marwai